# Bestandskonto

Bestandskonten

Bestandskonten sind in der Betriebswirtschaftslehre und im Rechnungswesen Konten, auf denen entweder Vermögensgegenstände oder Kapital verbucht sind. Gegensatz sind die Erfolgskonten.
Bestandskonten gehören zur Finanzbuchhaltung und sind Unterkonten der Bilanz. Auf ihnen werden bilanzwirksame Geschäftsvorfälle einer Rechnungsperiode verbucht. Bestandskonten beinhalten Bestandsgrößen. Während Bestandskonten in die Bilanz einfließen, werden die Erfolgskonten in die Gewinn- und Verlustrechnung übernommen.  

## Arten
Man unterscheidet aktive und passive Bestandskonten:
- Aktive Bestandskonten erfassen sämtliche Vermögenswerte, also Gegenstände des Anlage- und des Umlaufvermögens. Sie werden aus den Bilanzpositionen der linken oder Aktivseite der Bilanz gebildet. Der Anfangsbestand und die Zugänge werden auf die Sollseite gebucht, Abgänge und der Saldo in die Habenseite.
- Passive Bestandskonten nehmen das Kapital auf, also die Positionen der rechten oder Passivseite der Bilanz. Sie weisen konkret das Eigenkapital, die Verbindlichkeiten und die Rückstellungen des Unternehmens aus. Der Anfangsbestand und die Zugänge werden im Haben, Abgänge im Soll gebucht.

Die im Regelfall geringere Kontoseite (beim aktiven Bestandskonto die Habenseite, beim passiven Bestandskonto die Sollseite) wird für den Jahresabschluss beim aktiven Bestandskonto saldiert, der Saldo auf der Habenseite verbucht und auf die Aktivseite der Bilanz übertragen. Umgekehrt wird beim passiven Bestandskonto der Saldo auf der Sollseite verbucht und auf die Passivseite der Bilanz übertragen.
Beispielsweise sieht das aktive Bestandskonto „Lagerbestand Fertigerzeugnisse“ wie folgt aus:
```
  
Lagerbestand Soll
                             
Lagerbestand Haben
                   
  Anfangsbestand                                - Bestandsminderungen durch 
Vertrieb

  + Bestandserhöhungen aus 
Produktion
           = Endbestand  
```

Der Endbestand wird durch den Buchungssatz „Per Bilanz an Lagerbestand“ übertragen. Durch Saldierung kann jederzeit der aktuelle Bestand des Lagerbestands ohne körperliche Inventur ermittelt werden. 

## Gemischte Konten
Zwischen den Erfolgskonten und ihrem Gegensatz Bestandskonten stehen die gemischten Konten, deren Saldo teilweise einen Bestand und teilweise einen Erfolg darstellt. So enthält beispielsweise das „ungeteilte Warenkonto“ des Handels folgende Positionen:
```
  
Warenkonto Soll
                              
Warenkonto Haben

  Anfangsbestand zum EP                        - 
Warenverkäufe
 zum VP
  + 
Wareneingang
 zum EP                        - Warenrücksendungen an Lieferanten (EP)
  = Saldo: 
Rohgewinn
 (
Wareneinsatz
)            = Endbestand laut Inventur (EP) 
```

Abkürzungen: EP = Einstandspreis, VP = Verkaufspreis

Der Wareneinsatz betrifft die verkauften Waren zum Einstandspreis, so dass im Warenkonto gleichzeitig auch der Rohgewinn ausgewiesen wird.